# AN/USQ-20

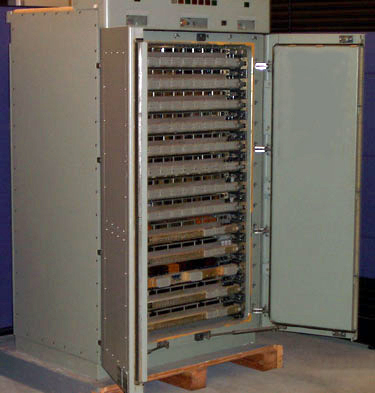
AN/USQ-20の筐体。

AN/USQ-20は、アメリカ海軍のコンピュータ・システム。UNIVAC（後のユニシス）のCP-642コンピュータを中核として、制御コンソールやテープドライブなどを連接したものである。

## 概要
海軍戦術情報システム（NTDS）は、開発段階では表面障壁トランジスタを用いたAN/USQ-17コンピュータを使用していたが、艦上試験以前の1959年の時点で、既に性能不足が指摘されていた。この課題に対し、UNIVAC社は、プレーナー型トランジスタを用いたコンピュータであれば大幅な改善が見込めると提案し、他にも多くの大型プロジェクトを抱えていたにもかかわらず、わずか9か月半で完全に新しいコンピュータの設計を完成させた。これによって開発されたのがCP-642である。
USQ-17と同様に30ビットのプロセッサを用いているが、スループットは倍増し、約100 kIPSとなった。命令のレパートリーは62個であった。主記憶装置としては磁気コアメモリが採用され、メモリサイズは32キロワード、サイクルタイムは、初期モデルであるCP-642Aコンピュータでは8マイクロ秒であったが、CP-642Bコンピュータでは2－3マイクロ秒に短縮された。筐体のサイズは高さ1.83メートル×幅0.97メートル×奥行き0.94メートルであった。
CP-642は1961年より運用を開始し、初期のNTDSの主計算機として用いられた。その後、1962年には改良型のCP-642Bが登場し、こちらも広く用いられたが、1969年に後継機であるAN/UYK-7が登場すると、以後に開発されたシステムではこちらが用いられるようになり、順次に代替されていった。

## 採用国と搭載艦
- アメリカ海軍
  - 航空母艦・揚陸艦
    - ミッドウェイ級航空母艦「ミッドウェイ」「コーラル・シー」[5]
    - フォレスタル級航空母艦「サラトガ」[5]
    - キティホーク級航空母艦「アメリカ」「ジョン・F・ケネディ」[5]
    - ニミッツ級航空母艦「ニミッツ」「ドワイト・D・アイゼンハワー」「カール・ヴィンソン」[5]
    - ブルー・リッジ級揚陸指揮艦[2]

  - 水上戦闘艦
    - 原子力ミサイル巡洋艦「ロングビーチ」[5]
    - オールバニ級ミサイル巡洋艦[5]
    - リーヒ級ミサイル巡洋艦[5]
    - ベルナップ級ミサイル巡洋艦[5]
    - 原子力ミサイル巡洋艦「ベインブリッジ」[5]
    - 原子力ミサイル巡洋艦「トラクスタン」[5]
    - カリフォルニア級原子力ミサイル巡洋艦[5]
    - ファラガット級ミサイル駆逐艦[5]
    - ガーシア級フリゲート「ヴォーグ」「コーレシュ」[5]

- イタリア海軍
  - アンドレア・ドーリア級巡洋艦 - SADOC-1[6]
  - ヘリコプター巡洋艦「ヴィットリオ・ヴェネト」 - SADOC-1[6]
- 海上自衛隊
  - たちかぜ型護衛艦「たちかぜ」「あさかぜ」 - WES[7]
  - しらね型護衛艦 - TDPS[8][注 1]
- ドイツ海軍
  - リュッチェンス級駆逐艦 - SATIR-1[10]
- フランス海軍
  - シュフラン級駆逐艦 - SENIT-1/2[2]
  - シュルクーフ級駆逐艦 - SENIT-2[2]
  - デュプレ級駆逐艦 - SENIT-2[2]